# Tandag

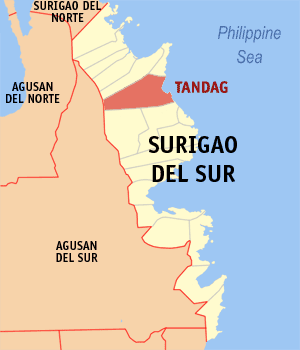
Tandags läge i Surigao del Sur

Tandag (officiellt City of Tandag) är en stad på ön Mindanao i Filippinerna. Den är administrativ huvudort för provinsen Surigao del Sur i regionen Caraga och har 44 327 invånare (folkräkning 1 maj 2000).
Staden är indelad i 21 smådistrikt, barangayer, varav 17 är klassificerade som landsbygdsdistrikt och 4 som tätortsdistrikt.